# Streetlegal
Streetlegal is de benaming voor een motorfiets die voor gebruik op de openbare weg is goedgekeurd, maar in wedstrijden wordt gebruikt.
De naam wordt vaak vermeld bij machines die in eerste instantie voor sportgebruik zijn gebouwd, zoals de Harley-Davidson XR 750 (dirttrackracer) of de Honda XR 500 Enduro. Dit is belangrijk omdat sommige wedstrijden alleen voor streetlegal-machines open staan. In de Verenigde Staten is een machine makkelijker streetlegal te krijgen omdat motorfietsen daar meer lawaai mogen maken.
In sommige sporten, zoals Enduro en rally moeten motorfietsen streetlegal zijn, ook tijdens de wedstrijd. Ze zijn dan ook voorzien van verlichting en een kentekenplaat.